# Caseolus calculus
Caseolus calculus е вид охлюв от семейство Hygromiidae. Видът е уязвим и сериозно застрашен от изчезване.

## Разпространение и местообитание
Разпространен е в Португалия (Мадейра).
Обитава склонове, крайбрежия и плажове.

## Описание
Популацията на вида е стабилна.